# Globenet
Globenet  es una asociación sin ánimo de lucro que trabaja en el ámbito de Internet y las comunicaciones digitales.
La asociación fue fundada en 1995 con el fin de unir proyectos de distintas asociaciones y ONG que se empezaban a interesar en Internet y estaban dirigidas a los « individuos, profesionales y organismos trabajando en los ámbitos de la energía, el medio ambiente, la justicia social y económica, apoyando el desarrollo tecnológico y económico de los países en desarrollo o en vías de desarrollo de los Derechos Humanos, la paz, el arte y los intercambios culturales ». Más tarde, en 2004, se definió como « una asociación militante, al servicio de la libertad de expresión, ofreciendo servicios en Internet ».
Globenet ofrece :
- un servicio de pago de alojamiento web, correo electrónico y listas de correo, a disposición de las asociaciones;
- un servicio gratuito de acceso a Internet por módem y de correo para el gran público, bajo el nombre No-log.

Globenet es miembro fundador de GIE Gitoyen, operador de comunicaciones de Internet.